# Desmond Connell

znak kardinála Connella

Desmond kardinál Connell (24. března 1926 Phibsboro – 21. února 2017, Dublin) byl irský římskokatolický kněz, bývalý arcibiskup dublinský, kardinál.

## Kněz
Studoval v Dublinu, kněžské svěcení přijal 19. května 1951. Poté dva roky dále studoval v Lovani, kde získal doktorát z filozofie. Působil jako duchovní komunit ženských rozjímavých řádů. Současně vyučoval na Univerzitě v Dublinu, kde získal v roce 1972 titul profesora. Od roku 1983 zde vykonával funkci děkana fakulty filozofie a sociologie. Stal se rovněž členem teologické komise Irské biskupské konference

## Biskup a kardinál
Dne 21. ledna 1988 byl jmenován arcibiskupem dublinským, biskupské svěcení přijal 6. března téhož roku. V únoru 2001 ho papež Jan Pavel II. jmenoval při konzistoři kardinálem. V dubnu 2004 kardinál Connell vzhledem k dovršení kanonického věku rezignoval na funkci arcibiskupa. Jeho nástupcem se stal Diarmuid Martin.